# Тайлер Фэйт
Тайлер Фэйт (англ. Tyler Faith, настоящее имя — англ. Danielle Daddario, род. 3 апреля 1975 года, Бостон) — американская порноактриса, лауреат премии NightMoves Award.

## Биография
Родилась 3 апреля 1975 года в Бостоне. Настоящее имя — Даниэла Даддарио (Danielle Daddario).
В 1996 году, когда танцевала стриптиз в клубе в Лас-Вегасе, Фэйт познакомилась с боксёром Винни Пациенца. Они сблизились, обнаружив много общего, в частности, «дьявольскую страсть к сексу», и их связь продлилась три года. Непродолжительное время пара была помолвлена, но отношения прекратились из-за того, что Пациенца встречался с множеством других женщин и был заядлым картёжником.
В 2002 году Фэйт дебютировала в порноиндустрии в возрасте около 27 лет. Сначала снималась для Pleasure Productions (четыре сцены, только с девушками), а затем по контракту для Jill Kelly Productions, где появилась более чем в сотне сцен. В 2005 году контракт был прекращён, и Фэйт основала собственную компанию Team Tyler Productions.
Идентифицировала себя как бисексуал.
В поздних фильмах часто воплощала образ MILF/Cougar.
Ушла из индустрии в 2014 году, снявшись в 273 фильмах.

## Премии
- 2005 NightMoves Award — Лучшая порноактриса-стриптизёрша, выбор поклонников[10]